# Kenneth Vanbilsen
Kenneth Vanbilsen (Herk-de-Stad, Limburg, 1 de juny de 1990) fou un ciclista belga, professional des del 2011 fins al 2022. Al seu palmarès destaca la victòria al Gran Premi d'Obertura La Marseillaise de 2014.

## Palmarès
- 2008
  - 1r al Trofeu der Vlaamse Ardennen
- 2011
  - Vencedor de 2 etapes a la Ronde van Vlaams-Brabant
- 2012
  - 1r al Tour de Flandes sub-23
- 2014
  - 1r al Gran Premi d'Obertura La Marseillaise
  - Vencedor de la classificació de la combativitat a l'Eneco Tour
- 2019
  - 1r a la Dwars door het Hageland

### Resultats al Tour de França
- 2015. 158è de la classificació general

### Resultats a la Volta a Espanya
- 2016. Abandona (14a etapa)
- 2017. 146è de la classificació general
- 2018. 137è de la classificació general

1. ↑  «Kenneth Vanbilsen annonce la fin de sa carrière à l'âge de 32 ans» (en francès).   cyclismactu, 15-12-2022. [Consulta: 15 desembre 2022].